# Stian Gregersen
Stian Rode Gregersen (* 17. Mai 1995 in Kristiansund) ist ein norwegischer Fußballspieler, der aktuell bei Atlanta United in der MLS spielt und norwegischer Nationalspieler ist.

## Karriere

### Verein
Gregersen begann seine fußballerische Karriere beim Kristiansund FK in seiner Geburtsstadt. Bis 2012 spielte er anschließend beim Clausenengen FK. Vor der Saison 2012 wechselte er zum Molde FK. In seiner ersten Saison kam er lediglich zu zwei Einsätzen im Pokal. Für die Saison 2013 wurde er an den Amateurverein Kristiansund BK verliehen. Nach seiner Rückkehr kam er zu keinem Einsatz in der Profimannschaft von Molde. Daraufhin wurde er 2015 erneut an den mittlerweile zweitklassigen Kristiansund BK verliehen. Gegen den Levanger FK spielte er über die volle Spielzeit und gab somit sein Profidebüt in der zweiten norwegischen Liga. Neun Wochen später schoss er gegen den Hønefoss BK sein erstes Tor in der OBOS-liga. Insgesamt schoss er dieses eine Tor in 28 Spielen. Am 17. Juli 2016 (16. Spieltag) spielte er das erste Mal nach Einwechslung gegen den IK Start. 2016 spielte er insgesamt siebenmal, wobei er gegen Ende öfter in der Startelf stand. Am zweiten Spieltag der Folgespielzeit 2017 schoss er gegen den Lillestrøm SK mit dem Siegtreffer in der Nachspielzeit sein erstes Tor für Molde. Insgesamt spielte er in der Saison 2017 29 Mal, wobei er diesen einen Treffer und eine Vorlage erzielte. Die Folgespielzeit spielte er wieder nur 14 Mal in der Eliteserie. Für die Spielzeit 2019 wurde er nach Schweden an IF Elfsborg verliehen. Sein Debüt in der Allsvenskan gab er am 1. April 2019 (1. Spieltag) über die vollen 90 Minuten gegen Hammarby IF. Ende April (6. Spieltag) schoss er gegen den IK Sirius sein erstes Tor bei einem 4:2-Sieg. Für das Team  schoss er dieses eine Tor in 26 Ligaspielen. In der Ligasaison 2020 traf er zweimal in 12 Ligaspielen erneut für Molde. Am 22. Oktober 2020 debütierte er in der Europa-League-Endrunde gegen den Dundalk FC, als sein Team 2:1 gewann. In der Hinrunde der Spielzeit 2021 spielte er in Norwegen 14 Mal und traf einmal.
Im August 2021 wechselte Gregersen in die französische Ligue 1 zu Girondins Bordeaux, wo er bis Juni 2025 unterschrieb. Am 12. September 2021 (5. Spieltag) wurde er gegen den RC Lens in der Halbzeit eingewechselt und gab somit sein Debüt für die Franzosen. Bei einer 1:2-Niederlage gegen Stade Brest Ende November (15. Spieltag) schoss er sein erstes Tor für den Verein. Gregersen war bei Bordeaux gesetzt und spielte 24 Saisonspiele. Nach der Spielzeit stieg er mit seinem neuen Verein jedoch ab und spielte künftig in der Ligue 2.
Im Januar 2024 wechselte er in die MLS zu Atlanta United.

### Nationalmannschaft
Gregersen kam 2013 zu zwei Einsätzen für die U18-Junioren. Am 27. März 2021 debütierte er in der WM-Qualifikation gegen die Türkei für die A-Nationalmannschaft.

## Erfolge
Molde FK
- Norwegischer Pokalsieger: 2014, 2021